# Stará Ves (přírodní památka)
Přírodní památka Stará Ves byla vyhlášena v roce 1984 a nachází se u obce Hudlice. Důvodem ochrany jsou teplomilná společenstva na diabasovém podkladu.

## Popis oblasti
Na diabasových vulkanitech rostou teplomilná a vápnomilná společenstva skalních stepí. V oblasti se vyskytuje na 170 druhů cévnatých rostlin. Z řady vzácných druhů rostlin lze jmenovat kavyl Ivanův (Stipa pennata), tařici horskou (Alyssum montanum), sasanku lesní (Anemonoides sylvestris) či rozrazil ožankolistý (Veronica teucrium).